# رجب بكار
رجب بكار لاعب كرة قدم مصري معتزل ، ويلعب حاليًا لنادي سيراميكا كليوباترا معارا من نادي بيراميدز في مركز الظهير الأيمن.

## الإنجازات
سموحة
- كأس مصر:
  - الوصيف (1): 2018[1]

## روابط خارجية
- رجب بكار
- رجب بكار على موقع transfermarkt.com